# Rudzensk
Rudzensk (vitryska: Рудзенск) är en köping i Vitryssland.   Den ligger i voblasten Minsks voblast, i den centrala delen av landet, 40 km sydost om huvudstaden Horad Mіnsk. Rudzensk ligger 176 meter över havet och antalet invånare är 2 725.

## Natur och klimat
Terrängen runt Rudzensk är mycket platt. Närmaste större samhälle är Druzjny, 3,7 km nordost om Rudzensk.
Trakten runt Rudzensk består till största delen av jordbruksmark. Runt Rudzensk är det ganska glesbefolkat, med 32 invånare per kvadratkilometer.  Trakten ingår i den hemiboreala klimatzonen. Årsmedeltemperaturen i trakten är 4 °C. Den varmaste månaden är juli, då medeltemperaturen är 18 °C, och den kallaste är februari, med −11 °C.